# 삼성 갤럭시 스타 2 플러스
삼성 갤럭시 스타 2 플러스 G350E는 삼성전자에서 제조하고 오픈 소스 안드로이드 운영 체제를 실행하는 스마트폰이다. 삼성이 2014년 8월 초에 발표했다. 전작인 삼성 갤럭시 스타 2보다 추가 소프트웨어 기능, 확장된 하드웨어, 재설계된 외형을 갖췄다.

## 사양

### 연결성
갤럭시 스타는 3G 연결을 지원하지 않고, 대신 EDGE 네트워크에서만 작동한다. 또한 GPS를 제공하지 않는다. 그러나 와이파이 연결 및 블루투스 4.0을 지원한다.

### 하드웨어
삼성 갤럭시 스타 2 플러스는 곡선형의 플라스틱 가죽 및 탈착식 후면 커버로 하드웨어 디자인을 정제하여 사용한다. 삼성 갤럭시 스타보다 약간 가볍고 좁으며, 길이는 129.7 mm (5.11 인치), 너비는 69.9 mm (2.59 인치), 두께는 9.4 mm (0.37 인치)이다. 장치 하단에는 마이크와 데이터 연결 및 충전을 위한 마이크로USB 포트가 있다. 헤드폰 잭은 상단에 위치한다. 스타 2 플러스는 검은색과 흰색으로 널리 판매된다. 스타 2 플러스는 4 GB의 내장 저장 공간과 함께 제공되며, microSD 카드 슬롯으로 최대 32 GB까지 추가할 수 있다. 스타 2 플러스는 1800 mAh 배터리를 포함한다.

### 소프트웨어
스타 2 플러스는 구글이 개발하여 2008년에 상업적으로 출시된 리눅스 기반의 오픈 소스 모바일 운영 체제인 안드로이드를 기반으로 한다. 다른 기능 중에서도, 이 소프트웨어는 사용자가 애플리케이션 바로가기 및 정보를 표시하기 위한 위젯을 포함할 수 있는 사용자 지정 홈 화면을 유지할 수 있도록 한다. 자주 사용하는 애플리케이션의 바로가기 세 개를 화면 하단의 독에 저장할 수 있다. 독의 오른쪽 버튼은 장치에 설치된 모든 앱을 포함하는 메뉴를 표시하는 애플리케이션 서랍을 연다. 화면 상단에서 드래그하여 접근하는 트레이는 사용자가 다른 앱에서 수신한 알림을 볼 수 있게 하며, 일반적으로 사용되는 기능을 위한 토글 스위치를 포함한다. 사전 로드된 앱은 구글의 다양한 서비스에도 접근할 수 있도록 한다. 스타 2 플러스는 삼성의 독점 터치위즈 그래픽 사용자 인터페이스(GUI)를 사용한다.
갤럭시 스타 2 플러스는 안드로이드 4.4.2 "킷캣"이 함께 제공된다. 비공식적으로 Hicham03과 ahtesham01이라는 개발자들이 만든 두 가지 시아노젠모드 커스텀 롬이 있다. 시아노젠모드 13 (안드로이드 6.0.1 마시멜로 기반), 시아노젠모드 12.1 (안드로이드 5.1.1 롤리팝 기반), 시아노젠모드 11 (안드로이드 4.4.4 킷캣 기반).

## 평가
삼성 갤럭시 스타 2 플러스는 비평가들로부터 긍정적인 평가를 받았다. 대부분은 디자인을 칭찬했지만, 3G 연결이 불가능한 점과 인터넷의 개별 비평가들은 GPS가 없는 점을 비판했다.

## 같이 보기
- 삼성 갤럭시 코어
- 삼성 갤럭시 스타